# Топки з горизонтальними і похилими ґратами
Топки з горизонтальними і похилими ґратами

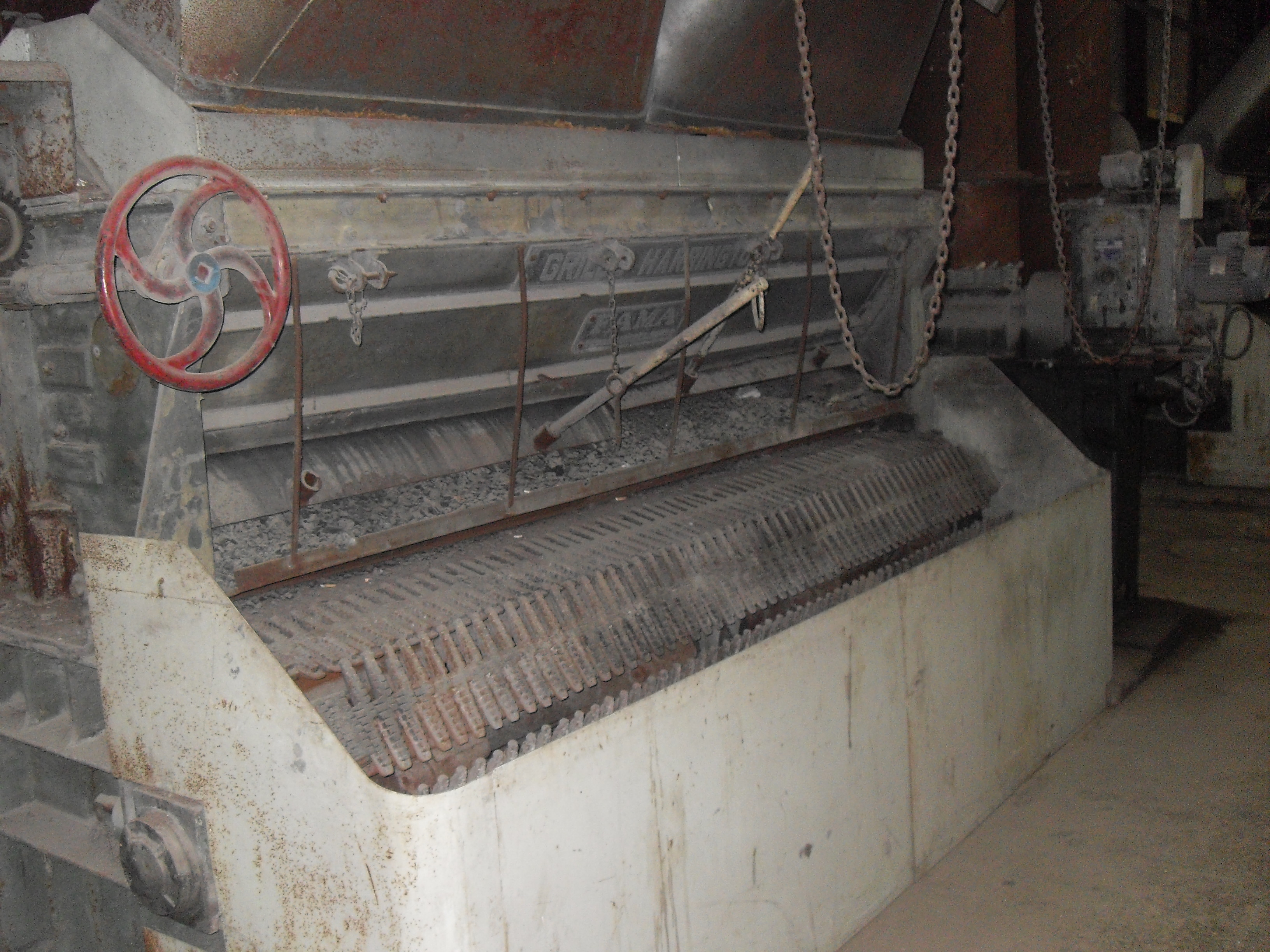
Ланцюгова колосникова решітка топки на вугільному паливі.

## Топки з горизонтальними ґратами
У таких топках процес горіння палива протікає в результаті періодичного завантаження вручну великої кількості палива в топку. Ручне завантаження палива не тільки трудомісткий і шкідливий в санітарному відношенні процес, але воно застаріле й не забезпечує високого ККД топки. Великі порції завантажуваного вугілля заглушають процес горіння. При завантаженні надходить значний обсяг холодного повітря, що знижує якість і порушує процес горіння палива. Робота топок із горизонтальними ґратами поліпшується із застосуванням механічного завантаження. Повітря на горіння палива подається відцентровим дуттєвим вентилятором по коробах і підводиться до шару палива знизу колосникових ґрат. Напір (тиск) дуттєвого повітря в топках з горизонтальними ґратами приймається в залежності від виду палива: при спалюванні кам'яного вугілля — 50- 80 мм вод. ст., бурого вугілля — 100—150 мм вод. ст. Розпечені димові гази відводяться з топки по каналу за допомогою вентилятора сушильного барабана або іншої сушильної установки, яку обслуговує топка. Зола провалюється через решітку, зсипається в бункер, а потім видаляється. Шуровка (перемішування) палива на колосникових ґратах здійснюється переміщенням. Простір топки в області найбільш високої температури футерують вогнетривким матеріалом. Для огляду топки передбачений лаз. Безперевне завантаження палива в топку невеликими порціями і повна герметизація при цьому створює сприятливі умови роботи цієї топки. Однак, подача палива на горизонтальну решітку зверху все ж дещо порушує процес горіння. Цей недолік виключається в топках з подачею палива знизу палаючого шару за допомогою гвинтового подавача. Принцип роботи його такий же, як і шнекового живильника.
Топки з горизонтальними механічними ґратами ланцюгового типу являють собою дві гілки нескінченного ланцюга з встановленими на них колосниками, що утворюють пластинчату (колосникову) стрічку. Стрічка спирається на ролики і приводиться в рух приводом. Із бункера по жолобу в приймальну лійку топки подається вугілля. Подача вугілля з бункера регулюється шиберним затвором. У приймальній лійці є живильник, за допомогою якого паливо подається на решітку і в результаті її руху рівним шаром розподіляється на решітці. Швидкість руху решітки вибирається з такого розрахунку, щоб вугілля повністю згорало за час його просування від місця завантаження до кінцевої зірочки. Утворений шлак при обгинанні стрічкою зірочки зсипається в шлакову вагонетку або інший вид транс¬порту і видаляється з топки. Розпечені димові гази відбираються з топко¬вого простору і надходять в сушильний барабан. Подача газів зміню¬ється бічною заслінкою в каналі. Робота топки регулюється швидкістю руху решітки, величиною дуття і подачею палива. Розрідження в топці при максимальному завантаженні 6-8 мм вод. ст. При подачі дуття від спеціального дуттєвого вентилятора решітка по довжині ділиться на кілька зон, що відрізняються величиною напору і відповідно кількістю повітря, що подається на горіння палива. Подачу дуття в кожну зону регулюють окремим спеціальним важелем (автоматично). При обслуговуванні топки рекомендується кожні 3-4 год відкривати донні шибери. При використанні крупногрудкового вугілля з вмістом летких не менше 25 % топки з ланцюговою решіткою можуть працювати без дуття. Нормальна робота топки протікає тільки за умови рівномірної подачі палива і рівномірному його розподілі по ширині решітки. Це забезпечується правильною роботою живильника і постійним ступенем дроблення палива до певної крупності. Для розпалювання топка забезпечується спеціальною трубою.

## Топки з похилими ґратами
Похила колосникова решітка складається з окремих колосників, розташованих один над одним ступенями. Кожна друга ступінь має гідравлічний привод і здійснює зворотно-поступальний рух. Паливо надходить на верхні колосники решітки з шахти, пройшовши заслінку, регулюючу кількість подаваного на решітку палива. При зворотно-поступальному русі колосників паливо з верхніх колосників перештовхують на нижні, воно поступово сповзає до шлакової частини решітки і звалюється в зольний бункер. Топка має два зольних бункера; в лівий з них надходить шлак, що утворився при горінні палива в процесі руху його по колосників, а в правий — що утворився на шлаковій частині решітки. Основна ж маса шлаку скидається в шахту. Повітряне дуття подається під колосники вентилятором через повітроводи, забезпечені шиберами для регулювання подачі повітря в залежності від кількості палива на решітці. На фронтальній частині топки встановлений гідравлічний привод колосників.